# District de Nghĩa Hành
Nghĩa Hành est un district rural de la province de Quảng Ngãi dans la région de la  côte centrale du Sud du Vietnam.

## Présentation
Le district a une superficie de 234 km2. 
Le chef-lieu du district est Chợ Chùa.